# Caixas
Caixas (em catalão:  Queixàs) é uma comuna francesa na região administrativa da Occitânia, no departamento dos Pirenéus Orientais. Estende-se por uma área de 28.11 km², e possui 138 habitantes, segundo o censo de 2018, com uma densidade de 4.9 hab/km².